# Barakzai
Het Koninklijk Huis der Barakzai regeerde van 1823 tot 1973 over het Emiraat Afghanistan. Na de val van het Durrani-rijk in 1823 liet Dost Mohammed Khan uit de stam Barakzai zich, na een periode van anarchie, in 1826 tot Emir uitroepen.
Ondanks paleisrevoluties en koningsmoorden regeerden zijn rechtstreekse afstammelingen tot 1929. In 1929 trad Amanoellah Khan af en volgde zijn neef Mohammed Nadir Sjah op.
In Afghanistan regeren clans. De laatste koning was Mohammed Zahir Sjah van de stam der Pathanen en de clan Barakzai die tot 1973 regeerde.
Het huidige hoofd van het Koninklijk Huis der Barakzai is Ahmed Sjah Khan, kroonprins en titulair Koning van Afghanistan.

## Emirs van Afghanistan
- Emir Habibollah Shah (1823 - 1823)
- Regent Soltan Mohammad Khan (1823 - 1826)
- Emir Dost Mohammed Khan (1826 - 2 augustus 1839)
- Emir Akbar Khan (december 1842 - 1845)
- Emir Dost Mohammed Khan (1845 - 9 juni 1863)
- Emir Sjer Ali Khan (12 juni 1863 - 5 mei 1866
- Emir Mohammed Afzal Khan (5 mei 1866 - 7 oktober 1867)
- Emir Mohammad Azam Khan (7 oktober 1867 - 8 september 1868)
- Emir Sjer Ali Khan (8 september 1868 - 21 februari 1879)
- Emir Mohammed Jakoeb Khan (21 februari 1879 - 12 oktober 1879)
- Regent Moesa Khan (12 oktober 1879 - 24 december 1879)
- Regent Mohammed Ajoeb Khan (24 december 1879 - 11 augustus 1880)
- Emir Abdoer Rahman Khan (11 augustus 1880 - 3 oktober 1901)
- Emir Habiboellah Khan (3 oktober 1901 - 20 februari 1919)
- Emir Amanoellah Khan (28 februari 1919 - 1926)

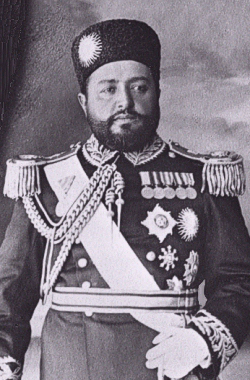
Habiboellah Khan

## Koningen van Afghanistan
- Koning Amanoellah Khan (1926 - 14 januari 1929)
- Koning Inajatoellah Khan (14 januari, 1929 - 17 januari 1929)
- Koning Mohammed Nadir Sjah (17 oktober, 1929 - 8 november 1933)
- Koning Mohammed Zahir Sjah (8 november, 1933 - 17 juli 1973)

## Chefs van het Koninklijk Huis der Barakzai
- Koning Mohammed Zahir Sjah (17 juli, 1973 - 23 juli 2007)
- Kroonprins Ahmed Sjah Khan (23 juli 2007 - heden)

## Emirs van West-Beloetsjistan
- Bahram Khan Barkzai (Baranzahi) (1903 - 1919)
- Mir Dost Mohammed Khan Baranzahi (Barakzai) (1919 - 1928)